# Carios peruvianus
Carios peruvianus är en fästingart som beskrevs av Kohls, Clifford och Jones 1969. Carios peruvianus ingår i släktet Carios och familjen mjuka fästingar.
Artens utbredningsområde är Peru. Inga underarter finns listade.